# Wilma van Velsen

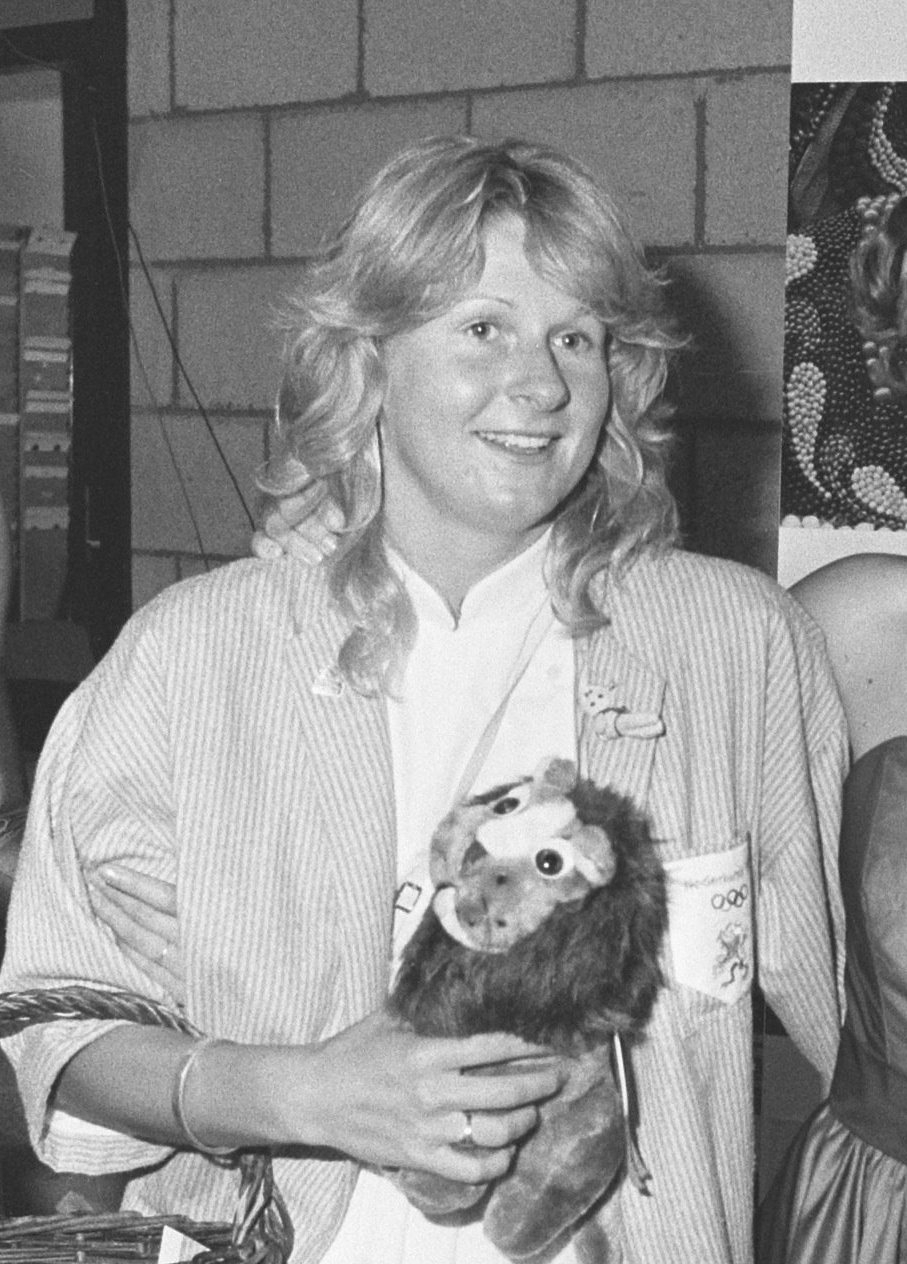
Wilma van Velsen (1984)

Margot Wilhelmina „Wilma“ Teunisje van Velsen (* 22. April 1964 in Tiel) ist eine ehemalige niederländische Schwimmerin. Sie gewann je eine olympische Silber- und Bronzemedaille. Bei Weltmeisterschaften erhielt sie eine Bronzemedaille sowie bei Europameisterschaften je eine Silber- und Bronzemedaille.

## Sportliche Karriere
Wilma van Velsen belegte bei den Olympischen Spielen 1980 in Moskau den 11. Platz über 100 Meter Schmetterling und den 18. Platz über 200 Meter Schmetterling. Die 4-mal-100-Meter-Freistilstaffel der DDR mit den drei Medaillengewinnerinnen aus dem Einzelwettbewerb hatte im Ziel über sechs Sekunden Vorsprung auf die zweitplatzierten Schwedinnen. Mit einer halben Sekunde Rückstand auf die Schwedinnen erreichte die niederländische Staffel mit Conny van Bentum, Wilma van Velsen, Reggie de Jong und Annelies Maas den dritten Platz und erhielt die Bronzemedaille. 1981 bei den Europameisterschaften in Split belegte Wilma van Velsen den achten Platz über 100 Meter Schmetterling. Die niederländische Freistilstaffel mit Annemarie Verstappen, Monique Drost, Wilma van Velsen und Conny van Bentum belegte den dritten Platz hinter den beiden deutschen Staffeln aus der DDR und der BRD. 1982 bei den Weltmeisterschaften in Guayaquil verpasste Wilma van Velsen sowohl über 100 Meter Freistil als auch auf den beiden Schmetterlingsdistanzen den Finaleinzug. Hinter den Staffeln aus der DDR und aus den USA gewann die niederländische Freistilstaffel mit Annemarie Verstappen, Annelies Maas, Wilma van Velsen und Conny van Bentum die Bronzemedaille. Im Jahr darauf bei den Europameisterschaften 1983 in Rom siegte die Freistilstaffel aus der DDR. Dahinter gewannen Annemarie Verstappen, Wilma van Velsen, Elles Voskes und Conny van Bentum die Silbermedaille vor der Staffel aus der BRD.
Bei den Olympischen Spielen 1984 in Los Angeles qualifizierte sich die niederländische Freistilstaffel mit Annemarie Verstappen, Elles Voskes, Desi Reijers und Wilma van Velsen mit der drittbesten Zeit für das Finale hinter den Staffeln aus den USA und der der BRD. Im Finale siegte die Staffel aus den USA mit einer Sekunde Vorsprung auf Verstappen, Voskes, Reijers und Conny van Bentum, die wiederum eine Sekunde Vorsprung auf die Staffel aus der BRD hatten. Erstmals 1984 erhielten auch die Staffelteilnehmerinnen eine Medaille, die nur im Vorlauf eingesetzt wurden. 1985 gewann Wilma van Velsen noch eine Bronzemedaille, als sie mit der niederländischen Freistilstaffel bei der Universiade in Kōbe den dritten Platz hinter den Staffeln aus den USA und aus der Sowjetunion belegte.